# Тизи Узу (област)
Тизи Узу (на френски: Tizi Ouzou; на арабски: ولاية تيزي وزو) е област на Алжир. Населението ѝ е 1 127 607 жители (по данни от април 2008 г.), а площта 3568 кв. км. Намира се в часова зона UTC+01. Телефонният ѝ код е +213 (0) 26. Административен център е град Тизи Узу.